# Hornsjön, Medelpad
Hornsjön är en sjö i Sundsvalls kommun i Medelpad och ingår i Ljungans huvudavrinningsområde. Sjön är 25,4 meter djup, har en yta på 2,19 kvadratkilometer och är belägen 81 meter över havet. Sjön avvattnas av vattendraget Stångån. Vid provfiske har en stor mängd fiskarter fångats, bland annat abborre, braxen, gers och gädda.

## Delavrinningsområde
Hornsjön ingår i det delavrinningsområde (689617-157236) som SMHI kallar för Utloppet av Hornsjön. Medelhöjden är 114 meter över havet och ytan är 18,99 kvadratkilometer. Räknas de 8 avrinningsområdena uppströms in blir den ackumulerade arean 91,09 kvadratkilometer. Stångån som avvattnar avrinningsområdet har biflödesordning 2, vilket innebär att vattnet flödar genom totalt 2 vattendrag innan det når havet efter 22 kilometer. Avrinningsområdet består mestadels av skog (65 procent). Avrinningsområdet har 2,19 kvadratkilometer vattenytor vilket ger det en sjöprocent på 11,5 procent.

## Fisk
Vid provfiske har följande fisk fångats i sjön:
- Abborre
- Braxen
- Gärs
- Gädda
- Gös
- Lake
- Löja
- Mört
- Nors
- Siklöja